# Gastroclisi
La gastroclisi è una tecnica di nutrizione artificiale con la quale si introducono sostanze nutritive direttamente nello stomaco, grazie all'impiego di un particolare dispositivo medico, una sonda gastrica.

## Funzionamento
La sonda gastrica può essere introdotta attraverso la bocca (sonda oro-gastrica) oppure nel naso (sonda nasogastrica). In particolari casi è possibile procedere ad un'apertura per via chirurgica della parete dell'addome. Quest'ultima tecnica è ormai stata soppiantata dalla gastrostomia endoscopica percutanea.

## Etimologia
Il termine ha origini greche e racchiude il termine gaster che significa stomaco e klisis ovvero lavanda.

## Usi clinici
Alcune patologie possono rendere impossibile il normale processo fisiologico della deglutizione, ostacolando il transito del bolo alimentare. Fra queste sono degne di menzione:
- Demenza
- Masse tumorali presenti nell'esofago e nel torace.
- Disfagia su base neurologica